# 晋绥边区政府及军区司令部旧址
晋绥边区政府及军区司令部旧址，后改为晋绥边区革命纪念馆，位于中国山西省兴县蔡家崖村，为抗日战争、第二次国共内战时期晋绥边区中共领导机关旧址。
旧址原为晋绥牛友兰宅院，抗日战争时期捐给当地政府，其东西为两个独立院落，东院为四合院，正南为普通瓦房。1941年，八路军120师暨晋绥军区司令部进驻，贺龙、吕正操等军方领导任务在此指挥。1948年，毛泽东、周恩来、任弼时等率中央机关迁往西柏坡时曾路居此地，毛泽东在此主持晋绥干部会议。院中“六柳亭”，由贺龙将军设计并栽植。